# Madre Natura

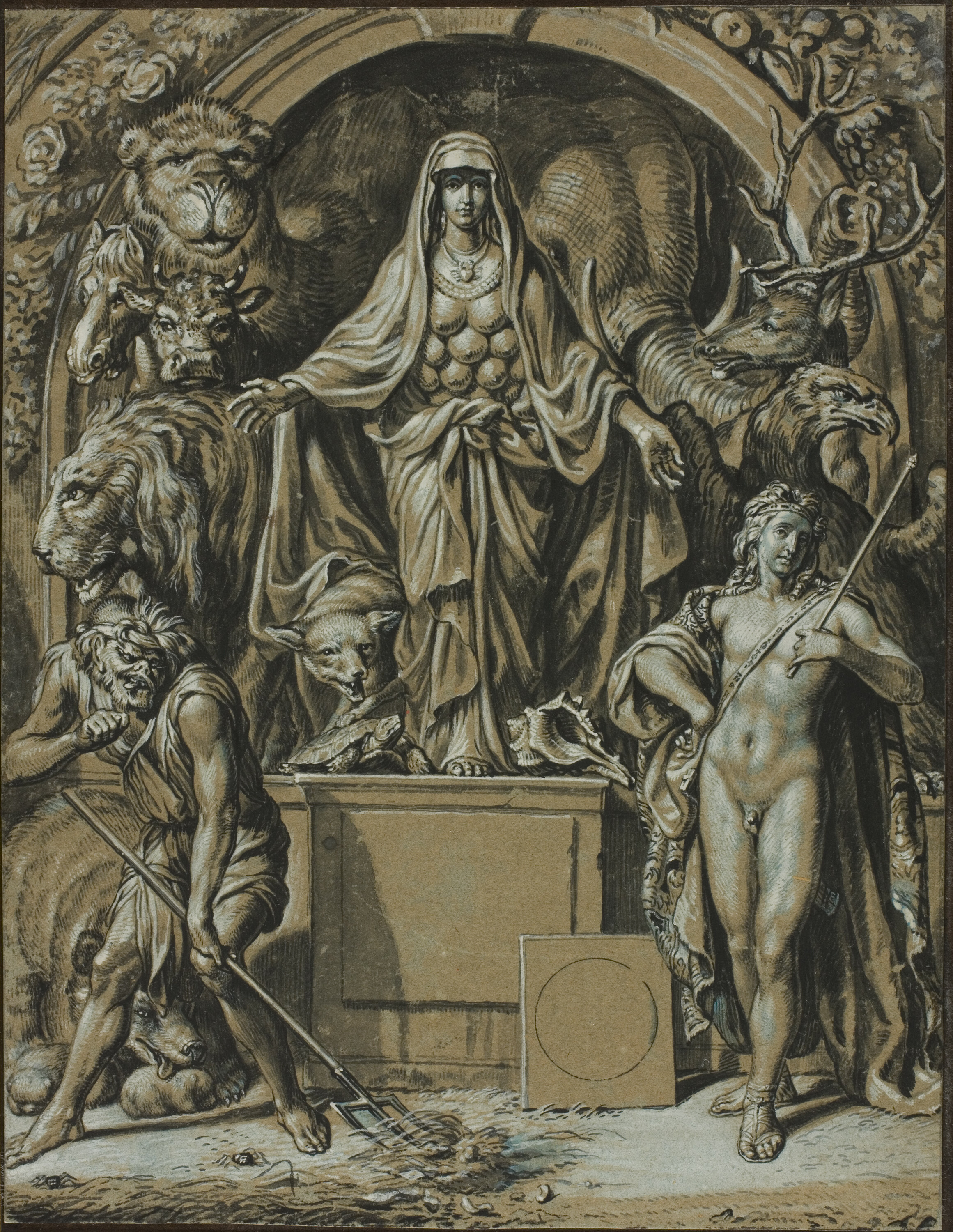
Joseph Werner, Diana di Efeso come allegoria della Natura, 1680 circa

Madre Natura è la personificazione della natura.

## Caratteristiche

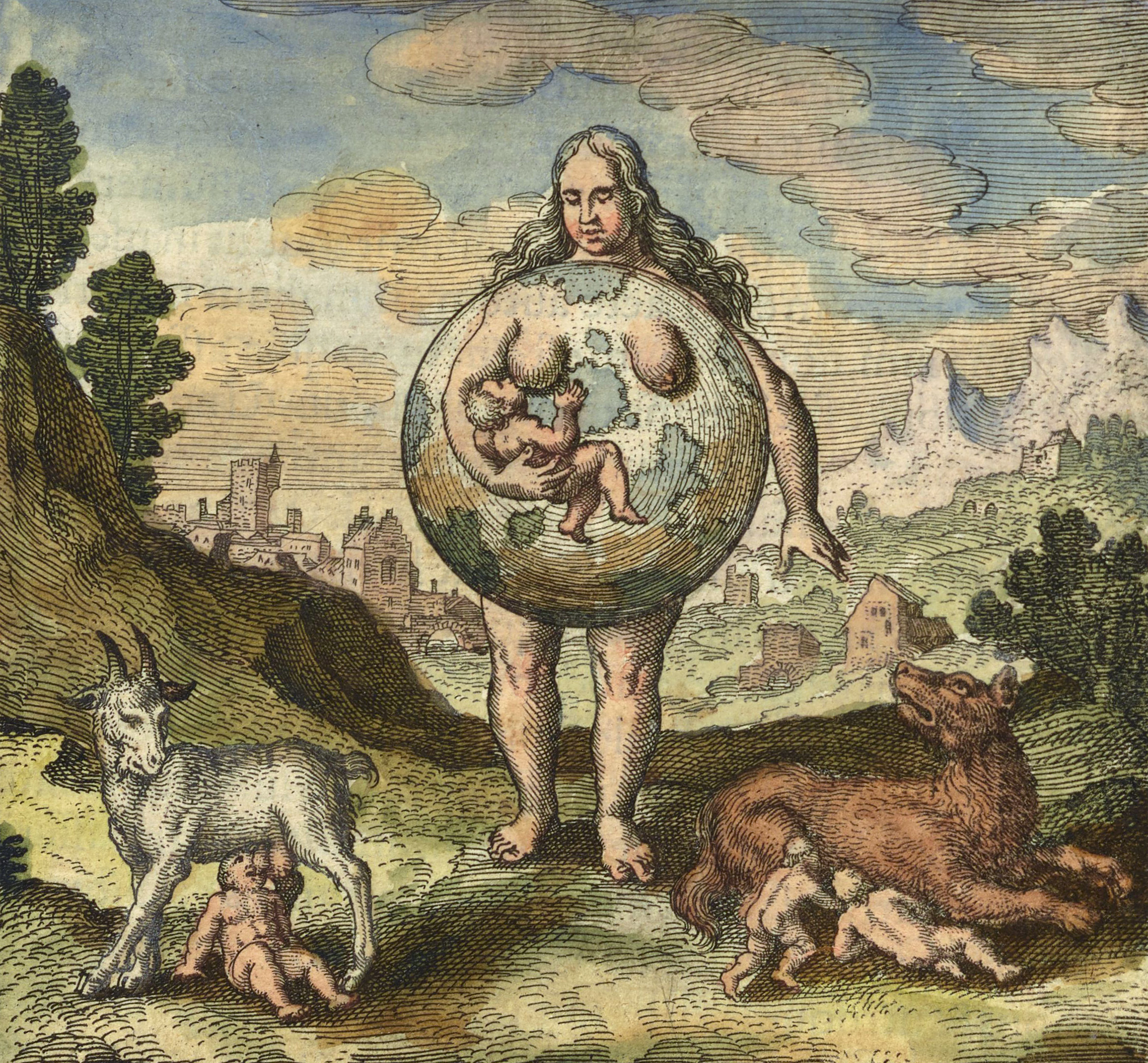
Madre Natura, figura dal trattato Atalanta Fugiens (XVII secolo)

Essa (a volte conosciuta come Madre Terra) è la comune personificazione della natura focalizzata intorno agli aspetti di donatrice di vita e di nutrimento, incarnandoli nella figura materna. Immagini di donne rappresentanti madre natura, o la madre terra, sono senza tempo.
In età preistorica le dee erano venerate per la loro associazione con la fertilità, la fecondità e l'abbondanza agricola. Le sacerdotesse mantenevano il dominio di vari aspetti religiosi delle civiltà Inca, Algonchina, Assira, Babilonese, Slava, Germanica, Romana, Greca, Indiana e Irochese per millenni prima dell'inizio delle religioni patriarcali.
Talvolta viene indicata come la sposa di Padre Tempo.